# Roulotte
Pour les articles homonymes, voir Roulotte (homonymie).

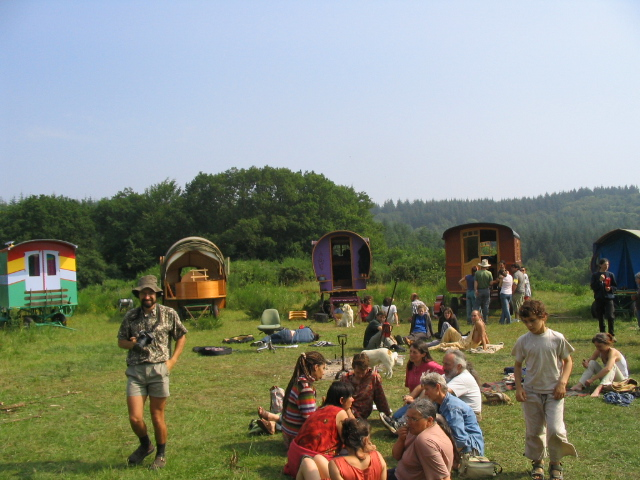
Roulottes en centre Bretagne.

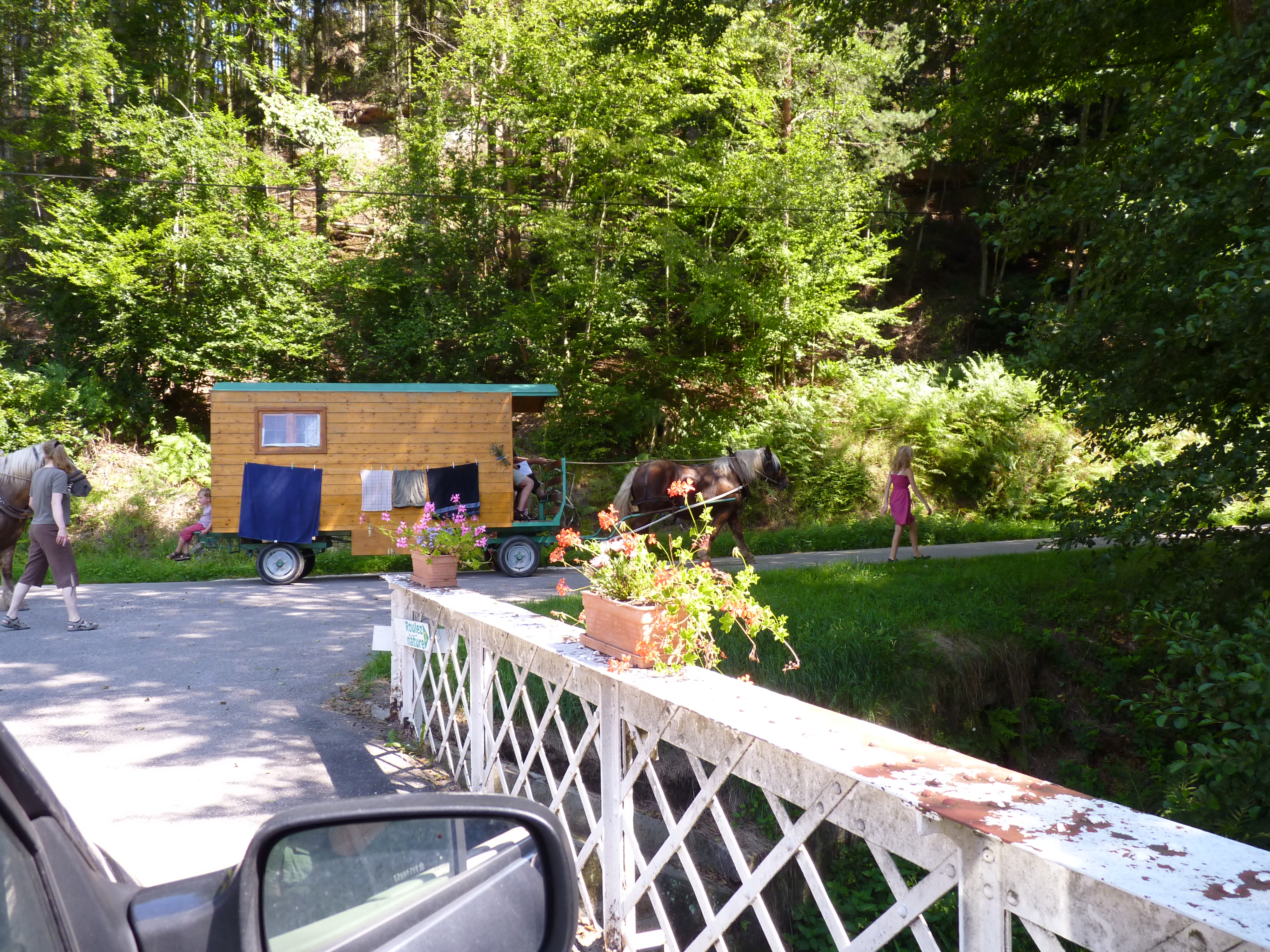
Roulotte de loisir dans la Vallée de l'Ourche (Vosges).

Une roulotte est un habitat nomade clos sur roues pouvant abriter une famille et un métier, utilisée en général par des itinérants tels que les tsiganes, forains, circaciens, cylindreurs, bergers, voire des touristes dans le cadre de locations de vacances. Il s'agissait traditionnellement d'un outil de voyage autant que de vie, à l'origine tracté par des chevaux ou aujourd'hui par des automobiles.
Au Québec, le mot roulotte est communément employé pour désigner la caravane classique.
En Europe, les tsiganes utilisent le plus souvent des caravanes modernes à la place des roulottes traditionnelles en bois ou en toile.

## Aspects techniques
Selon le musée anglais de la roulotte, la première roulotte serait apparue en France en 1806 [réf. nécessaire].
La roulotte est une remorque à un ou deux essieux dont l'un directionnel (de type « belle-mère » ). Celle-ci est traditionnellement tractée, soit « à bras », pour les mono-essieux, soit par un ou plusieurs animaux de trait, soit encore par une voiture. Tout ce qui est capable de tracter sera utilisé, du cheval à l'éléphant pour les cirques. Dans le cas des mono-essieux, le propriétaire se fera aider par toute la fratrie dans les montées, mais aussi par ses chiens voire son ours.
Elles existent dans une variété de grandeurs et de formats en partant du modèle de la taille d'une chambre sur roues : la caravane-roulotte peut mesurer de 3 à 10 mètres de long (foraines et circaciennes surtout). Lorsque les chevaux ont été réquisitionnés pendant la Première Guerre mondiale, et que ceux-ci n'en sont pas revenus, les voyageurs ont acheté des camions de l'armée à bas prix pour pouvoir continuer leur périple sur les routes et les chemins.
Les roulottes doivent être tirées par un véhicule séparé. La majorité des berlines, des 4×4 et des camionnettes sont amplement capables de relever la tâche. Les manufacturiers continuent d'introduire de nouveaux modèles plus légers afin de réduire le poids à tracter.
Les anciennes roulottes en bois tirées par des chevaux étaient appelées « verdines ». Autrefois lieu de vie des bohémiens nomades, elles sont surtout aujourd'hui utilisées pour le fiak (on en voit chaque année lors des pèlerinages tsiganes, notamment en France aux Saintes-Maries-de-la-Mer le 24 mai), ou encore par des « gadjés » (non-tsiganes) qui les restaurent et les louent aux touristes pour des balades, etc.